# Vlci (film, 2006)
Vlci (v anglickém originále Skinwalkers) je americko-kanadsko-německý akční film z roku 2006. Režisérem filmu je James Isaac. Hlavní role ve filmu ztvárnili Jason Behr, Elias Koteas, Rhona Mitra, Natassia Malthe a Kim Coates.

## Obsazení
| Jason Behr      | Varek          |
| Elias Koteas    | Jonas          |
| Rhona Mitra     | Rachel Talbot  |
| Natassia Malthe | Sonja          |
| Kim Coates      | Zo             |
| Sarah Carter    | Katherine      |
| Tom Jackson     | Will           |
| Matthew Knight  | Timothy Talbot |